# Долина

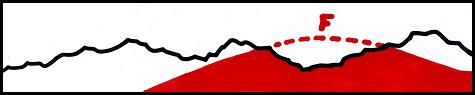

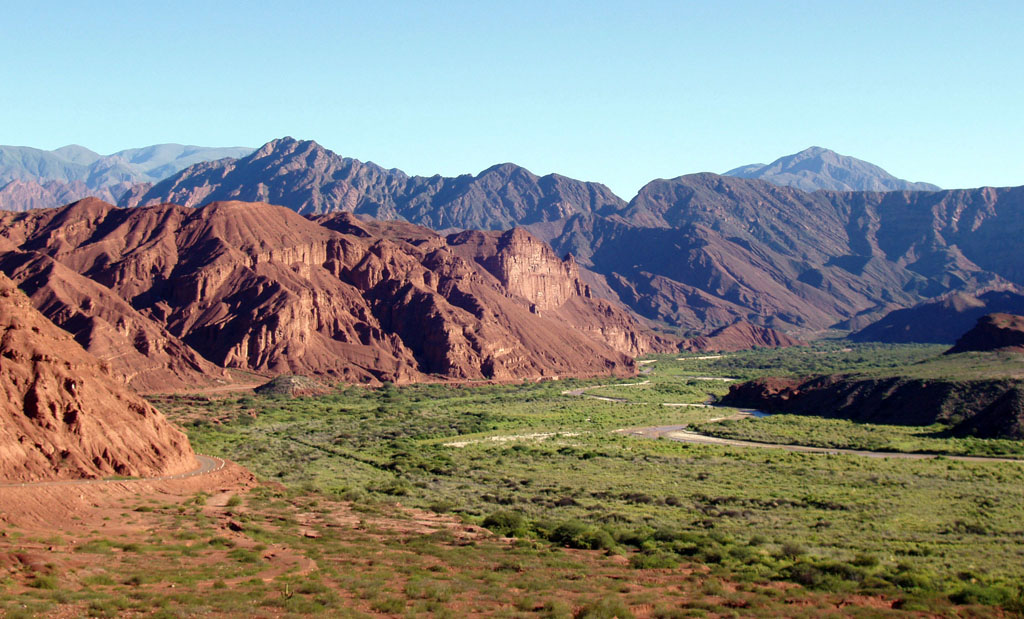
Долина Кальчаки, Аргентина.

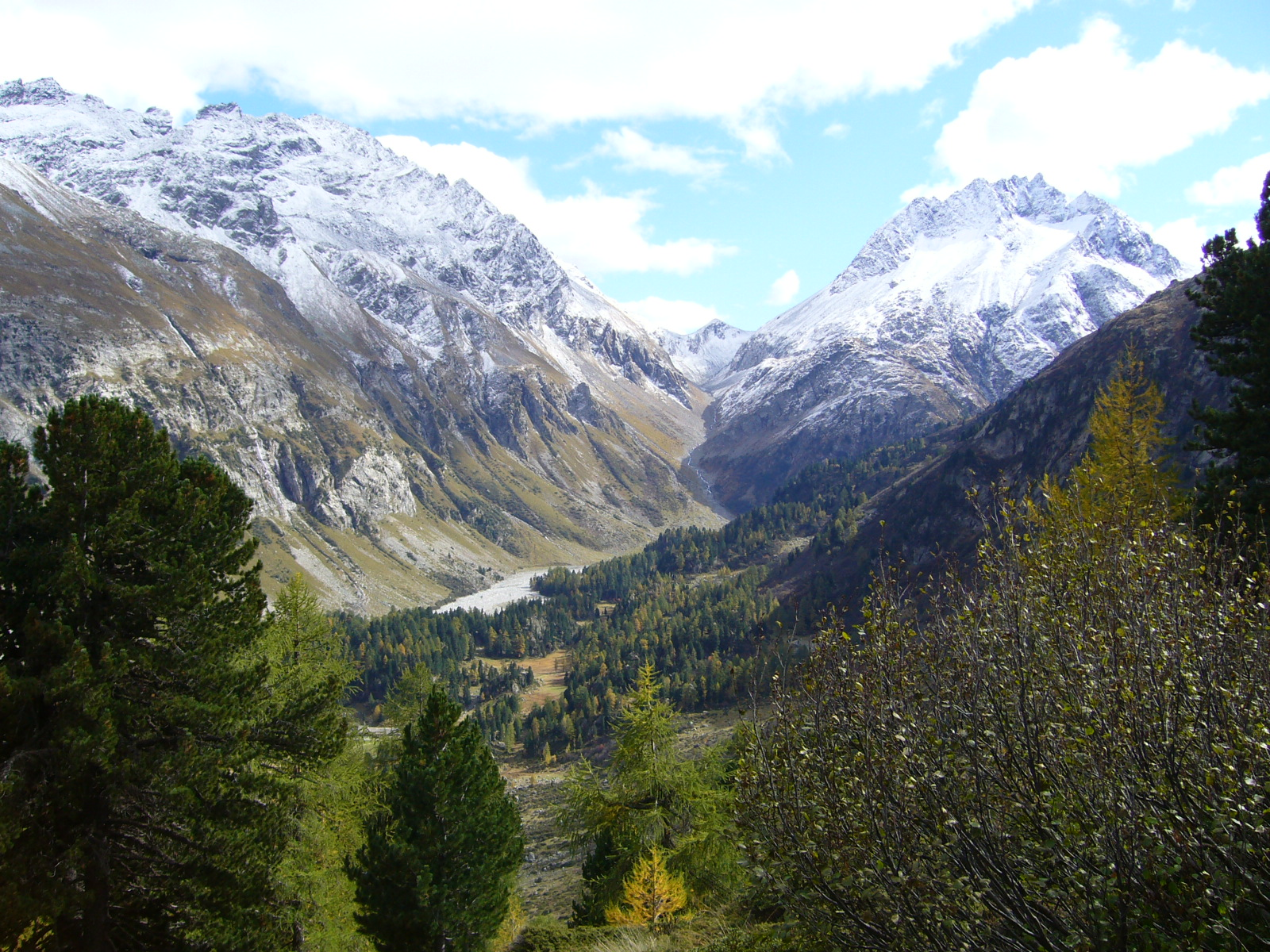
Долина.

Доли́на (речная) — отрицательная, линейно-вытянутая форма рельефа с однообразным падением. 
Долина образуется обычно в результате эрозионной деятельности текучей воды. Речная вода, смывая берега и подошву склонов, постепенно образует речную долину. Малыми формами речных долин являются промоины, балки, лощины или овраги, создаваемые непостоянными (периодическими) водотоками.
Долины обычно образуют целые системы; одна долина открывается в другую, та, в свою очередь, в третью и так далее, пока их сливающиеся водотоки одним общим руслом не впадут в какой-либо водоём.

## Строение долин

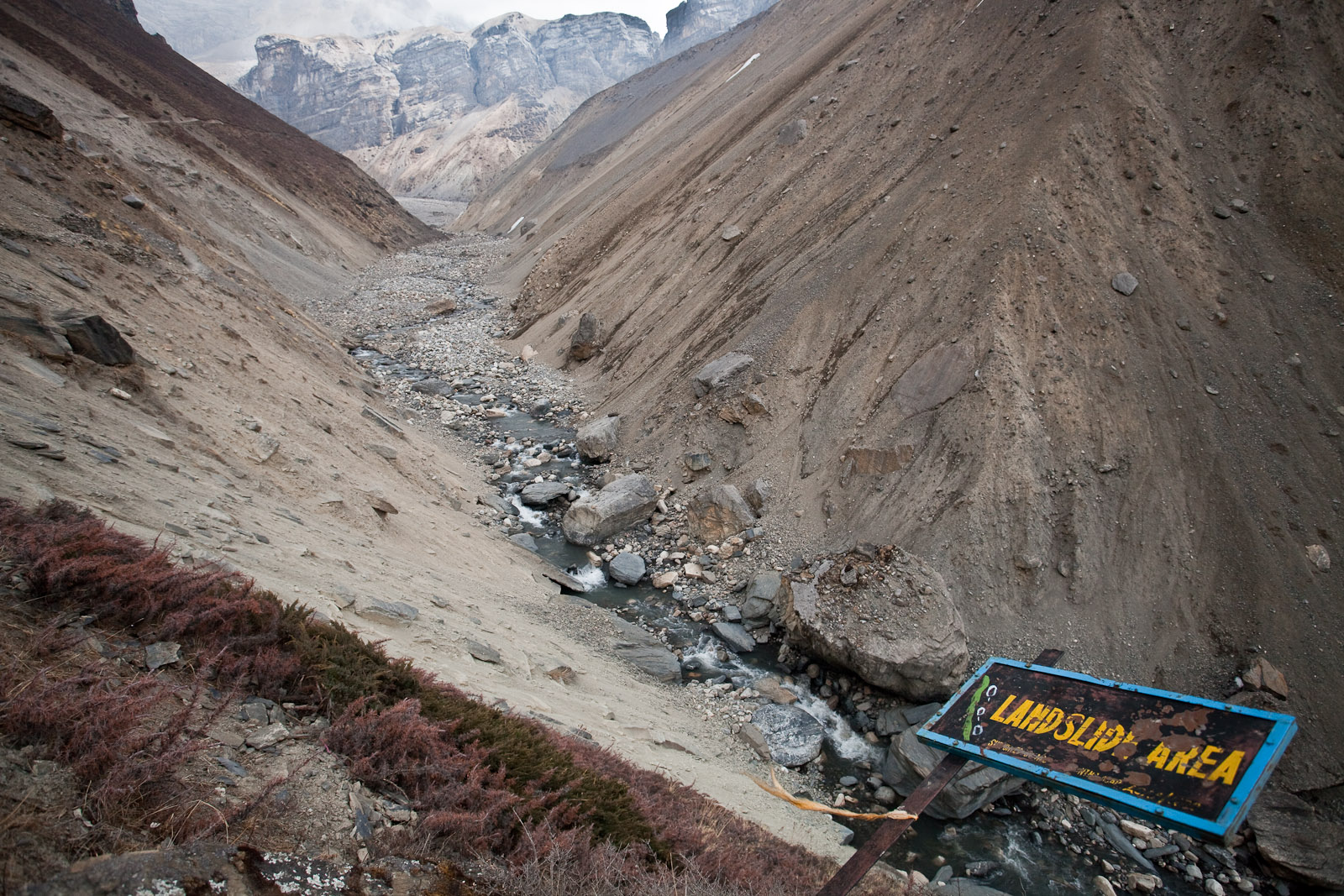
Речная долина с V-образным поперечным профилем.

Гидрологами, геологами и геоморфологами выделяются следующие основные элементы долины:
- склоны — участки земной поверхности, ограничивающие долину с боков;
- дно или ложе — самая низкая и относительно ровная часть долины, заключённая между подошвами склонов;
- подошва склонов — линия сопряжения склонов с дном долины;
- бровка — место сопряжения склонов долины с поверхностью прилегающей местности;
- террасы — относительно горизонтальные площадки, располагающиеся на различной высоте над современным дном долины.

У молодых долин дно бывает неразвито, а склоны подходят к самой реке, являясь одновременно берегами текущей в ней реки.
Склоны долины могут быть высокими или низкими, крутыми или пологими. По крутизне оба склона долины бывают одинаковыми либо различными (асимметричными). Асимметричность долин вызвана законом Бэра: в Северном полушарии более крутым чаще бывает правый, а в Южном полушарии — левый склон.
В своём верховье долина чаще всего начинается водосборной воронкой или ледниковым цирком. Реже встречаются долины с открытыми верховьями. Устьевая (нижняя) часть долины часто сопровождается дельтой или конусом выноса, либо представляет залив водоёма, в который впадает река, в виде губы или эстуария.

## Особенности

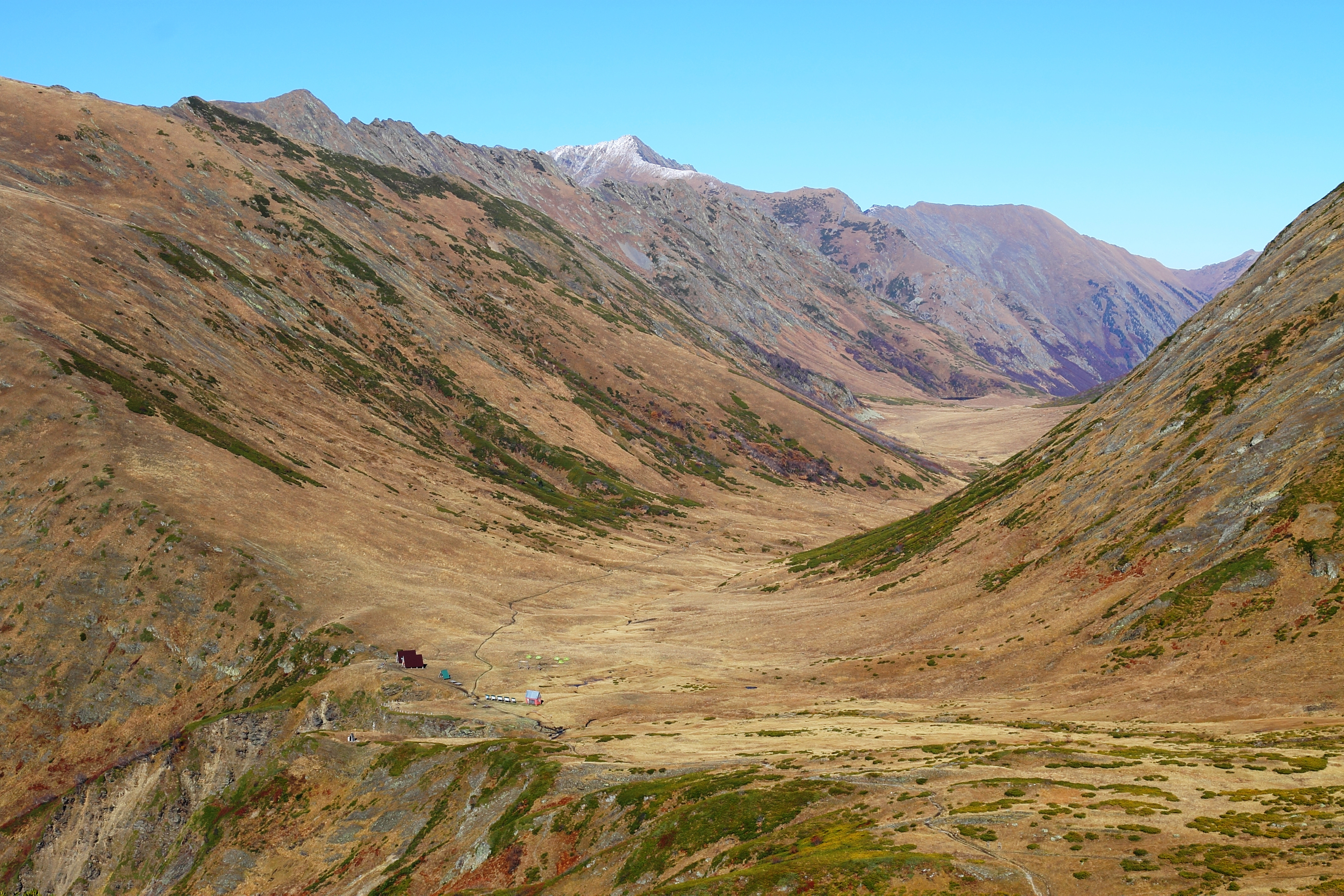
Горная троговая долина перевала Псеашхо. Вид сверху от Бзерпинского карниза в сторону Главного Кавказского хребта.

Речные долины представляют собой очень сложную, разветвлённую и в то же время связанную между собой единую систему ландшафтов. Они чётко обособлены в физико-географическом отношении и резко контрастируют по своей морфологии с окружающими материковыми ландшафтами. Постоянно меняющий направление, блуждающий речной поток приводит к большой изменчивости долинного ландшафта, к его непрерывной и глубокой перестройке. Речные долины постоянно омолаживаются, в них всегда можно наблюдать как самые начальные стадии формирования рельефа и развития биогеоценозов, так и более поздние. Специфичны для речных долин и не имеют аналогов среди зональных типов ландшафтов гидрологические особенности: весенне-летние половодья, дождевые и ветровые паводки. Единство речных долин проявляется в большой синхронности разливов на всем продольном профиле долины. Поймы равнинных рек служат хорошими сенокосными угодьями; в безопасных от эрозии местах распахиваются, террасы также используются под посев всевозможных сельскохозяйственных культур, часто служат местом расположения населённых пунктов (особенно в горных странах); склоны долин нередко бывают покрыты лесом.

## Типы
Различаются горные и равнинные долины. Для первых характерна значительная глубина при относительно небольшой ширине и неравномерное падение продольного профиля. Вторые, как правило, широки, имеют незначительную глубину и крутизну склонов, небольшие уклоны и тому подобное.
Долина, кроме флювиальной, то есть сформированной действием текучей воды, также может быть тектонической, если её появление связано с геологическим строением рельефа. К таковым относятся Алайская долина в Средней Азии и Калифорнийская долина в Северной Америке.